# Путянь
Путя́нь (кит. упр. 莆田, пиньинь Pútián) — городской округ в провинции Фуцзянь КНР.

## География
Городской округ Путянь находится в центральной части морского побережья провинции, между Фучжоу и Цюаньчжоу. Как и другие прибрежные районы Фуцзяни, Путянь имеет сильно изрезанную береговую линию, с многочисленными заливами и островами. Среди островов на территории округа широко известен остров Мэйчжоу (в административном районе Сююй) — легендарная родина богини Мацзу.
В горах над городом находится знаменитое Озеро девяти карпов, с которого стекают девять водопадов.

## История
В эпоху Южных и северных династий, когда эти места находились в составе государства Чэнь, из уезда Наньань в 568 году был выделен уезд Путянь (莆田县), но вскоре он был расформирован.
Во времена империи Тан уезд Путянь был в 622 году создан вновь, а в 699 году его западная часть была выделена в отдельный уезд Цинъюань (清源县). В 742 году уезд Цинъюань был переименован в Сянью.
Во времена империи Сун в 979 году на землях, выделенных из уездов Путянь и Сянью, был создан уезд Синхуа (兴化县). Также был создан Тайпинский военный округ (太平军), впоследствии переименованный в Синхуаский военный округ (兴化军), который объединил эти три уезда; власти военного округа сначала разместились в уезда Синхуа, а в 983 году переехали в уезд Путянь. В 1277 году Синхуаский военный округ был преобразован в Синъаньскую область (兴安州).
После монгольского завоевания и образования империи Юань Синъаньская область была в 1278 году преобразована в Синхуаский регион (兴化路). После свержения власти монголов и образования империи Мин «регионы» были переименованы в «управы» — так в 1369 году появилась Синхуаская управа (兴化府). В 1448 году уезд Синхуа был расформирован, а его земли вошли в состав уездов Путянь и Сянью. После Синьхайской революции в Китае была проведена реформа структуры административного деления, в ходе которой управы были упразднены, поэтому в 1912 году Синхуаская управа была расформирована.
Уезды Путянь и Сянью были заняты войсками коммунистов лишь на исходе гражданской войны, в августе 1949 года. Находящиеся далеко от берега острова Уцю так и остались под контролем гоминьдановцев, и были в июне 1954 года административно включены властями Китайской Республики в состав уезда Цзиньмэнь (власти КНР этого не признают).
После образования КНР в 1949 году был создан Специальный район Цюаньчжоу (泉州专区), и уезды Путянь и Сянью вошли в его состав. В 1955 году Специальный район Цюаньчжоу был переименован в Специальный район Цзиньцзян (晋江专区).
В июне 1970 года уезды Путянь и Сянью перешли из состава Специального района Цзиньцзян в состав Специального района Миньхоу (闽侯专区), и власти Специального района Миньхоу переехали из уезда Миньхоу в уезд Путянь. В мае 1971 года Специальный район Миньхоу был переименован в Округ Путянь (莆田地区).
Постановлением Госсовета КНР от 18 апреля 1983 года округ Путянь был расформирован: уезды Путянь и Сянью были переданы в состав округа Цзиньцзян (晋江地区), а уезды Миньцин, Юнтай, Чанлэ, Фуцин и Пинтань перешли под юрисдикцию Фучжоу.
Постановлением Госсовета КНР от 9 сентября 1983 года уезды Путянь и Сянью были выделены в отдельный городской округ Путянь; при этом из уезда Путянь была выделена урбанизированная зона, которая была разделена на районы Чэнсян и Ханьцзян.
Постановлением Госсовета КНР от 1 февраля 2002 года был расформирован уезд Путянь, а на его месте были созданы районы Личэн и Сююй.

## Административно-территориальное деление
Городской округ Путянь делится на 4 района, 1 уезд:
| Карта | Карта    | Карта     | Карта         | Карта            | Карта         |
| --- | -------- | --------- | ------------- | ---------------- | ------------- |
| Чэнсян Ханьцзян Личэн Сююй Сянью Примечание: деревня Уцю посёлка Мэйчжоу · (обведена красным кружком) · не контролируется властями КНР. |          |           |               |                  |               |
| Статус | Название | Иероглифы | Пиньинь       | Население (2010) | Площадь (км²) |
| Район | Чэнсян   | 城厢区    | Chéngxiāng qū |                  |               |
| Район | Ханьцзян | 涵江区    | Hánjiāng qū   |                  |               |
| Район | Личэн    | 荔城区    | Lìchéng qū    |                  |               |
| Район | Сююй     | 秀屿区    | Xiùyǔ qū      |                  |               |
| Уезд | Сянью    | 仙游县    | Xiānyóu xiàn  |                  |               |

## Экономика
Путянь является «обувной столицей Китая» (особенно здесь развито OEM-производство). В 2023 году оборот обувной и швейной промышленности в Путяне достиг 140 млрд юаней (19,27 млрд долл. США). В городе ежегодно выпускаются свыше 1,6 млрд пар обуви. Здесь работают свыше 4 тыс. обувных и швейных предприятий, число занятых в этом сегменте промышленности составляет более 500 тыс. человек. Также в городе развивается переработка старой одежды и пластиковых бутылок, из которых изготавливают заготовки для обуви.
В округе расположены крупный терминал по приёму СПГ (совместное предприятие компаний China National Offshore Oil Corporation и Fujian Investment and Development Group), газовая ТЭС компании China National Offshore Oil Corporation, ветряная электростанция CHN Energy, завод электромобилей Yudo Auto (подразделение Fujian Motors Group), обувная фабрика Putian Shuangchi.

## Транспорт

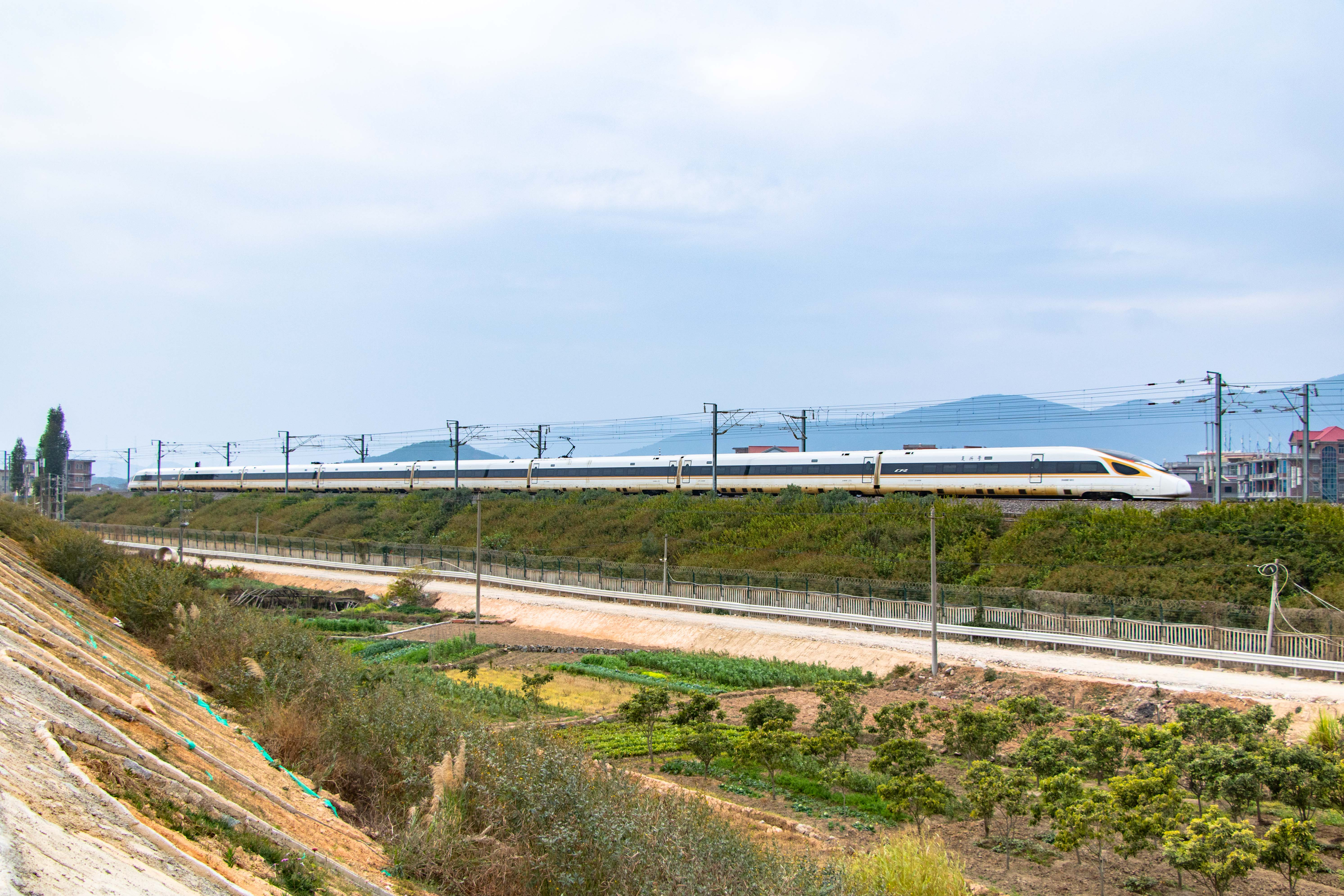
Линия Фучжоу — Сямынь в Путяне

Путяньский порт имеет важное значение для экспорта товаров в Юго-Восточную Азию и Африку.
Через залив Мэйчжоувань пролегает железнодорожный мост высокоскоростной магистрали Фучжоу — Сямынь.